# رکا تاپا
رکا تاپا (نپالی: रेखा थापा؛ زادهٔ ۵ ژوئیهٔ ۱۹۷۵) هنرپیشه، بازیگر سینما و فیلم‌ساز اهل نپال است.
از فیلم‌ها یا برنامه‌های تلویزیونی که وی در آن نقش داشته‌است می‌توان به خوشی اشاره کرد.
او در سال ۲۰۱۱ برنده جایزه بهترین بازیگر نقش اول زن شد.